# Krummendeich
Krummendeich (plattdeutsch Krummendiek) ist eine Gemeinde im Landkreis Stade in Niedersachsen.

## Geografie

### Geografische Lage
Das Gebiet der Gemeinde Krummendeich erstreckt sich unmittelbar südlich vom Elbstrom an der Unterelbe (vielfach auch als „Niederelbe“ bezeichnet) im Lande Kehdingen. Die namengebende Hauptsiedlung entspricht vom Typ her einem Reihendorf am Deichverteidigungsweg des historisch äußersten Elbdeichs.

### Nachbargemeinden
Direkt angrenzende Gemeindegebiete zu Krummendeich sind:
|       |                                             |                 |
| Balje | Kompassrose, die auf Nachbargemeinden zeigt | Freiburg (Elbe) |
|       | Oederquart                                  |                 |

### Geologie
Die Landschaft im Gemeindegebiet ist geprägt vom Bodentyp der Marsch. Sie lässt sich abschnittsweise gliedern durch die Abfolge mehrerer Deichlinien in nördlicher Richtung:
- Der historisch früh eingedeichte Abschnitt hinter dem vormaligen Winterdeich am Rand des Dorfes,
- der explizit so betitelte Außendeichbereich nördlich davon bis zum heutigen Elbdeich,
- Der Bereich vor dem Elbdeich aus den 1970er Jahren.

### Klima
Das gemäßigte Nordseeklima eignet sich ebenfalls gut für den Obstanbau.

## Landschaftsbeschreibung
Vor Errichtung des heutigen Elbdeiches gab es im Außendeichbereich zusätzlich den niedrigeren Sommerdeich, der ca. 2 km nördlich des Winterdeichs grob parallel zu vorgenanntem verlief. Dieser schützte vor kleineren Hochwasserständen, die auch im Sommer sich ereignen konnten. Heute sind noch einige Teilstücke erhalten. Entlang dieser verlaufen vielfach die Routen einiger Fernradwanderwege.
Die seit frühester Zeit genutzten Ländereien weisen vielfach noch die an der Niederelbe vorkommenden sogenannte „Beet-Strukturen“ (siehe Grüppe) innerhalb der Parzellen auf.
Ein erhöhter Weg jenseits des Elbdeiches kann von Mitte April bis Mitte Oktober als Radweg benutzt werden und bietet einen sehr guten Ausblick auf das Naturschutzgebiet „Niedersächsischer Mündungstrichter der Elbe“ sowie auf Schleswig-Holstein und Brunsbüttel mit der Schleuse des Nord-Ostsee-Kanals.
Die weitläufigen Flächen des Außendeichbereichs sind seit 2018 Bestandteil des Landschaftsschutzgebietes Kehdinger Marsch.

## Geschichte
Krummendeich wurde 1339 erstmals urkundlich erwähnt. Die Entstehung des Ortes ist eng mit der Geschichte Kehdingens verbunden.
Erste feste Siedlungen gab es in Krummendeich um das Jahr 1000. 1339 ist urkundlich eine Kapelle im Ort belegt. Die Kapelle gehörte bis 1635 zum Kirchspiel Freiburg/Elbe.
1635 erfolgte die Gründung des Kirchspiels Krummendeich. Die im barocken Stil errichtete St.-Nicolai-Kirche des Ortes wurde 1709 gebaut, 1759 der zugehörige Westturm.
Bei einer schweren Sturmflut in der Nacht vom 3./4. Februar 1825 entstand die Kuhle, die heute als ein Naturfreibad genutzt wird.
Ende des 18. Jahrhunderts wurden auch in Krummendeich aus Böhmen eingewanderte Juden sesshaft. Mit Beginn der „Naziherrschaft“  erfuhren die jüdischen Mitbürger vor Ort öffentlich Ressentiments, sie wurden missachtet und Repressalien ausgesetzt. Im Ort lebte die Familie Julius Renner (1864–1913) mit ihren neun Kindern. Die Eltern starben Anfang des 20. Jh., einige von den Kindern verstarben frühzeitig, wanderten aus oder lebten und arbeiteten in Hamburg, wie die Töchter Emma, Auguste und Clara Renner. Diese Töchter erreichte der Nazi-Terror in Hamburg, wobei besonders die verheiratete Emma Maier, geb. Renner, mit ihrer Familie einen hohen „Blutzoll“ zahlen musste. Eine Tochter wurde in der sog. „Tötungsanstalt“ in Brandenburg an der Havel im Jahr 1940 ermordet, die anderen vier Familienmitglieder wurden 1941 deportiert und in den Vernichtungslagern von Minsk (Maly Trostinez) umgebracht. Für Emma, Josef, Therese, Hugo und Ella Maier sind nach dem Krieg „Stolpersteine“ in Hamburg, Eimsbütteler Chaussee 41–45, verlegt worden. Auguste und Clara Renner wurden ebenfalls im Jahr 1941 deportiert und in den Vernichtungslagern von Minsk (Maly Trostinez) ermordet.
Am 1. Januar 1971 bildeten die eigenständigen Gemeinden Krummendeich, Balje, Oederquart und Wischhafen sowie der Flecken Freiburg/Elbe zusammen die Samtgemeinde Nordkehdingen.

## Politik

### Gemeinderat

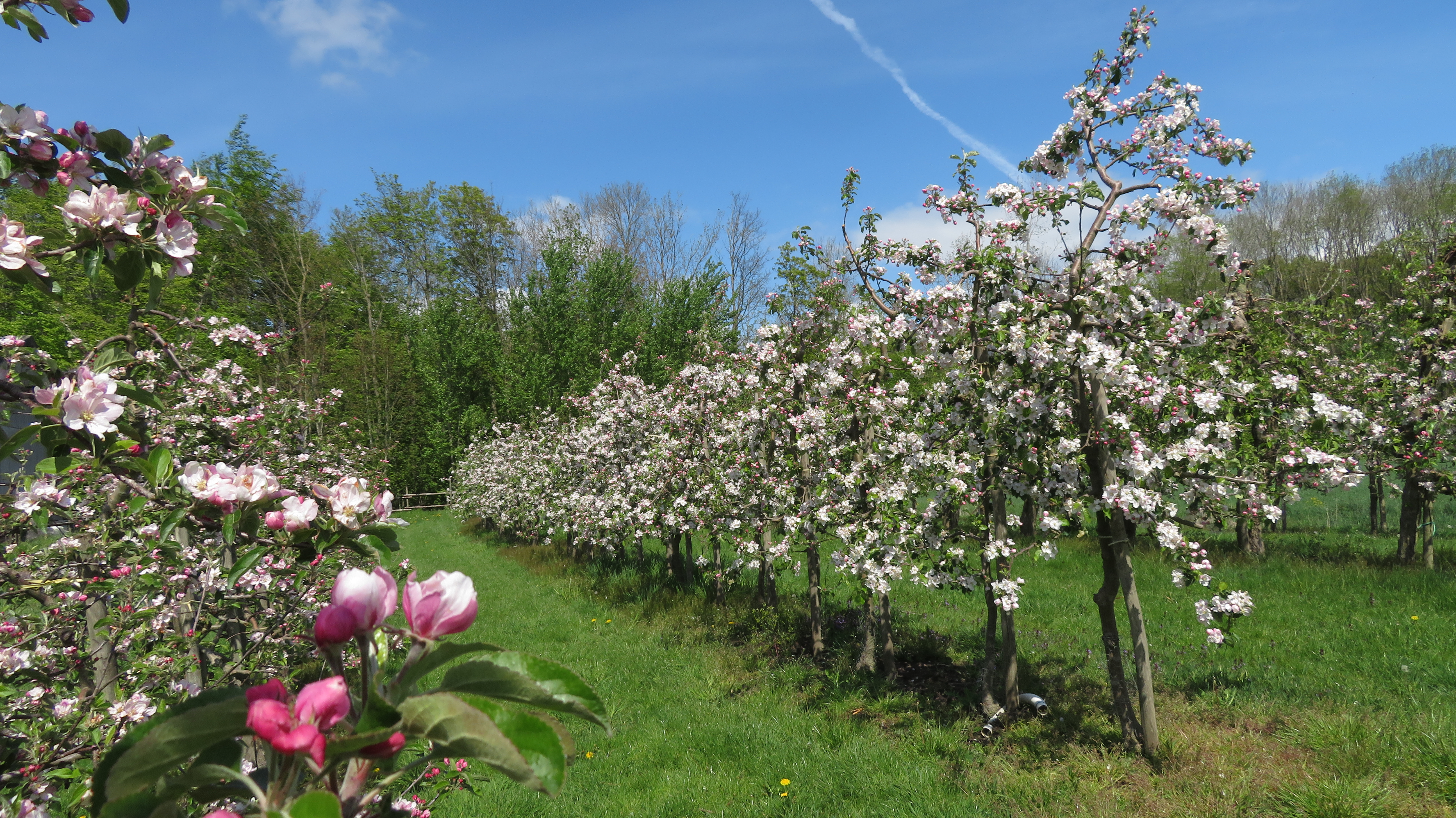
Apfelblüte

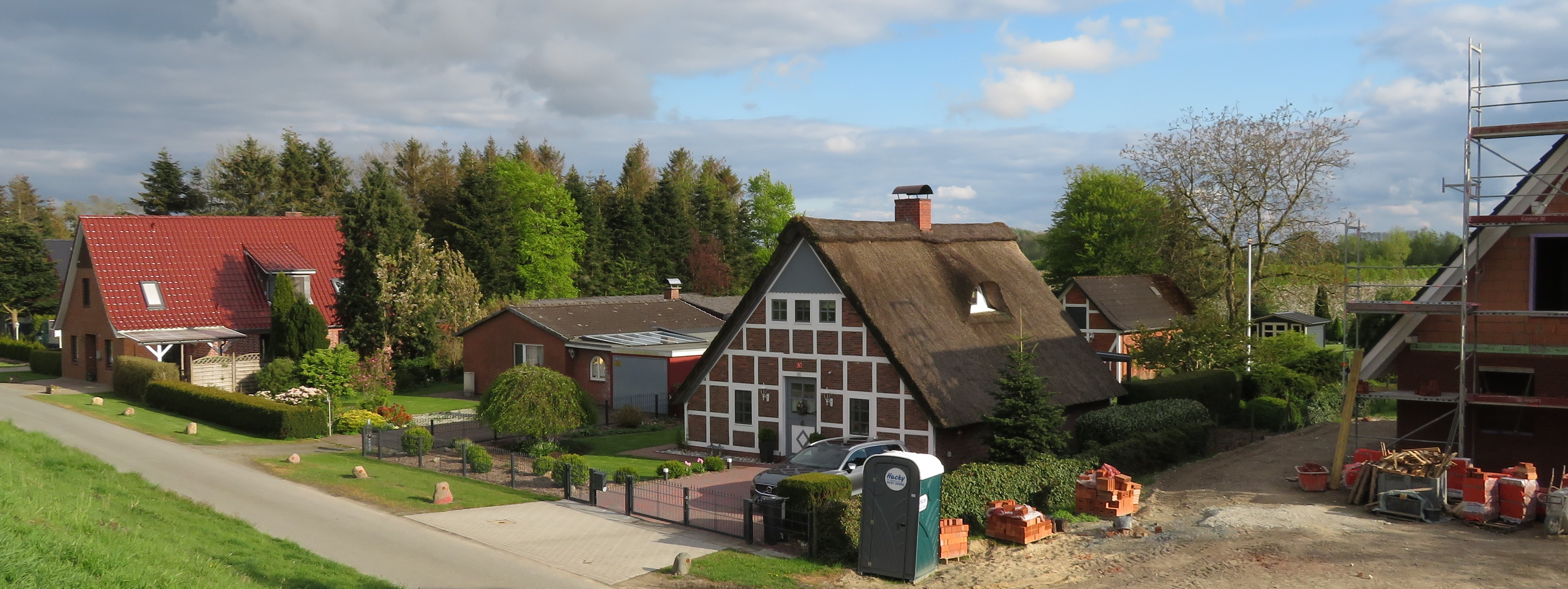
Häuser am Winterdeich

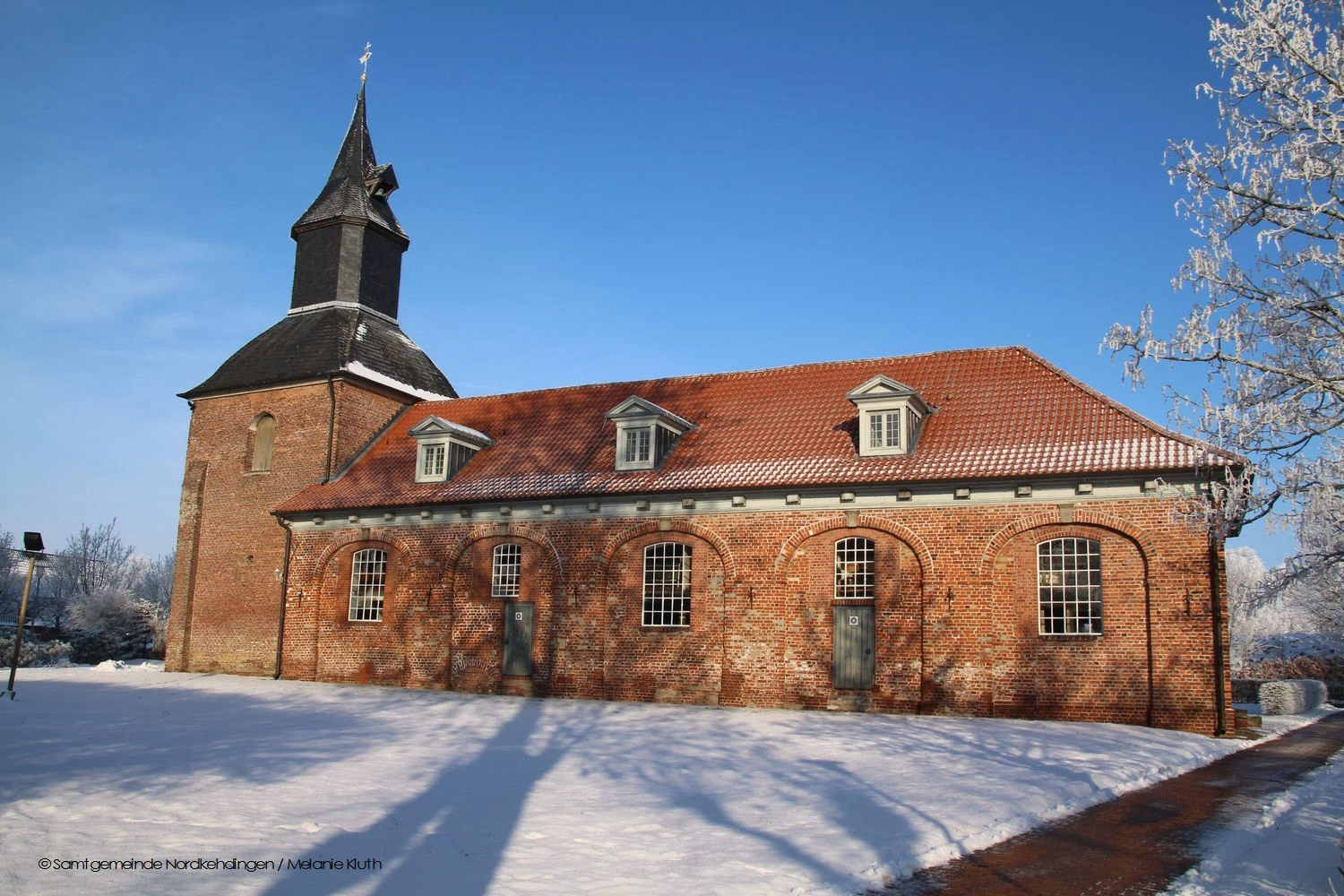
St.-Nicolai-Kirche Krummendeich

Der Rat der Gemeinde Krummendeich besteht aus sieben Ratsfrauen und Ratsherren. Dies ist die festgelegte Anzahl für eine Mitgliedsgemeinde einer Samtgemeinde mit einer Einwohnerzahl bis 500 Einwohnern. Die Ratsmitglieder werden durch eine Kommunalwahl für jeweils fünf Jahre gewählt.
Die vergangenen Gemeinderatswahlen ergaben folgende Sitzverteilungen:
| Wahljahr | CDU | SPD | Gesamt  |
| 2021     | 5   | 2   | 7 Sitze |
| 2016     | 6   | 1   | 7 Sitze |

### Bürgermeisterin
Die Bürgermeisterin der Gemeinde ist seit dem 8. November 2011 Christiane von der Decken (CDU).

### Wappen
Blasonierung: „In Grün einen goldenen schräg nach links oben gerichteten Wellenbalken, darunter einen silbernen aufwärts gerichteten Kleispaten.“

### Verwaltung
Die kommunale Verwaltung obliegt der Samtgemeinde Nordkehdingen. Diese hat ihren Sitz in der Gemeinde Freiburg/Elbe. Gemeindedirektorin ist die Samtgemeindebürgermeisterin Erika Hatecke.

## Kultur und Sehenswürdigkeiten

### Bauwerke
- St.-Nicolai-Kirche (ev. luth.), barocke Saalkirche aus Backstein von 1709, quadr. Westturm von 1759; innen: hölzernes Tonnengewölbe, umlaufende Empore, mittige Kanzel mit polygonalem Korb, Grabplatte mit Relief der Eheleute Claus von der Deken († 1588),[6] Orgel von 2009 von Jens Steinhoff
- Ritterhof Wechtern 3
- Diverse denkmalgeschützte Gutshäuser, Wirtschaftsgebäude, Wohnhäuser, wie z. B. am Elbdeich 41

### Vereine
- Blasorchester Krummendeich
- Deutsches Rotes Kreuz
- Dorfgemeinschaft Krummendeich
- Förderverein des Naturfreibades
- Freiwillige Feuerwehr
- Kehdinger Kinder- und Jugendchor
- Posaunenchor
- Sportverein

## Wirtschaft und Infrastruktur

### Wirtschaftsstruktur

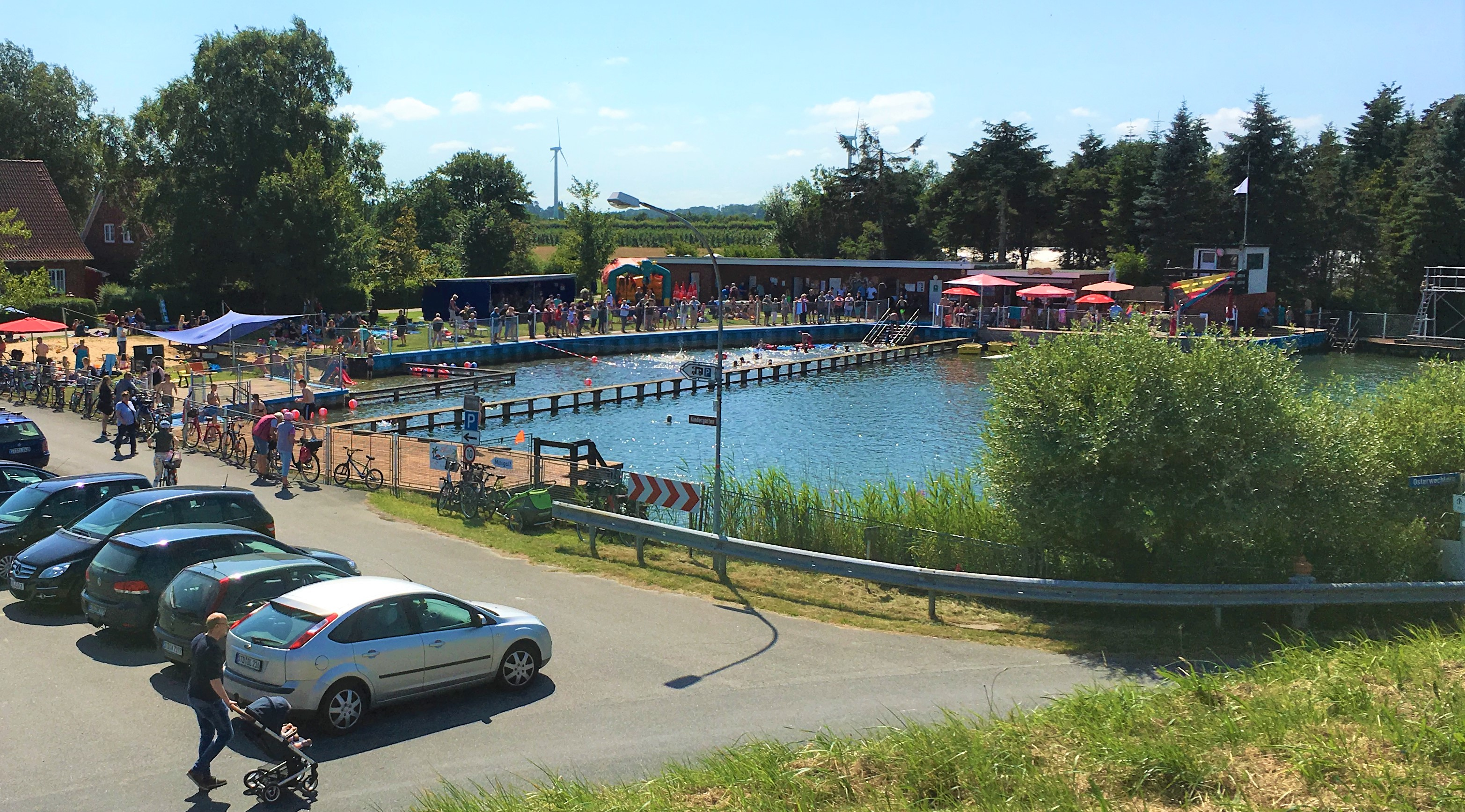
Naturfreibad Krummendeich

Die Wirtschaft im Gemeindegebiet wird in erster Linie geprägt von der Urproduktion der Landwirtschaft. Die in jüngerer Zeit eingedeichten Ländereien werden überwiegend ackerbaulich bewirtschaftet, oder sie dienen als Weideland für die hier regional bedeutsame Vieh- und Pferdezucht.
Daneben nimmt der Landtourismus eine zunehmende Bedeutung ein. Bedeutende Infrastruktur hierfür sind das Naturfreibad Krummendeich und die Vermietung von Ferienwohnungen und Ferienhäuser. Zudem liegt der Ort an den Fernradwanderwegen Elberadweg und Vom Teufelsmoor zum Wattenmeer.

### Verkehr

#### Motorisierter Individualverkehr

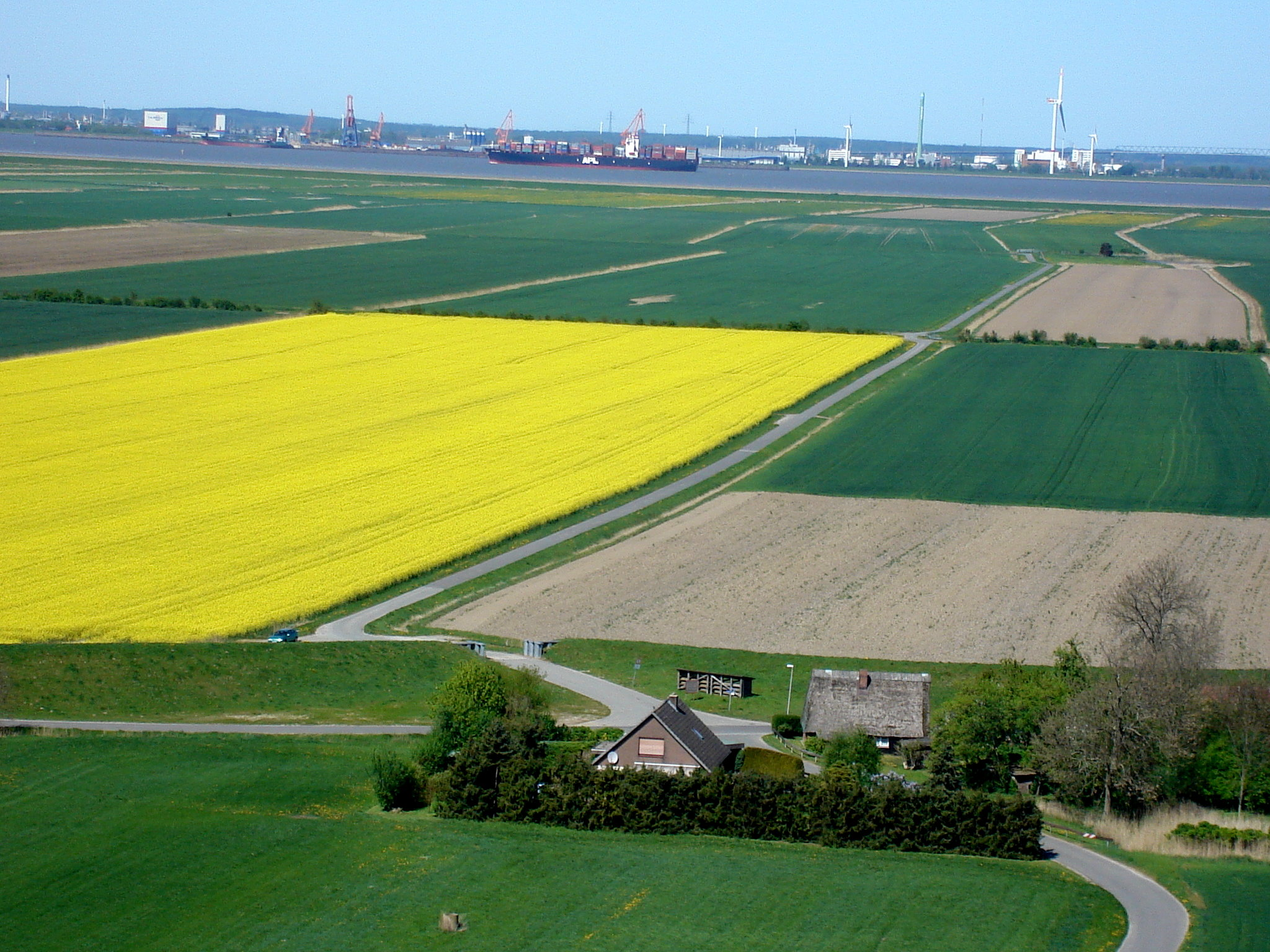
Zwischen den Deichen, Elbe

Krummendeich liegt an der niedersächsischen L 111 zwischen Stade und Neuhaus, dem sogenannten Obstmarschenweg. In der Gemeinde Wischhafen besteht ein Übergang zur Bundesstraße 495, die ein Abschnitt der Ferienroute Deutsche Fährstraße ist. Der Obstmarschenweg hat in Neuhaus und Stade Anschluss an der Bundesstraße 73; in Stade zusätzlich auch an der Bundesautobahn 26.

#### ÖPNV
Krummendeich ist mittels der Buslinie 2026 von/nach Itzwörden zum Bahnverkehr am Bahnhof Stade an der Niederelbebahn angebunden. Ein schulbezogener Busverkehr besteht zudem nach Hemmoor. Der Betrieb erfolgt durch das Unternehmen KVG Stade.

## Besondere Projekte

### Horizontalbohrung unter der Elbe
Zur Verbindung des chemischen Werkes der Sasol Germany in Brunsbüttel und dem der Dow Deutschland in Stade mit einer 6″-Ethylenleitung wurde eine ca. 55 km lange Pipeline gebaut. Im Zuge dieser Rohrleitung musste die Elbe zwischen St. Margarethen im Norden und Krummendeich im Süden gekreuzt werden. 2005 wurde dabei mit der Horizontalbohrung über 2626 m ein Weltrekord aufgestellt.

### Forschungspark Windenergie
Das Deutsche Zentrum für Luft- und Raumfahrt (DLR) errichtet Stand 2021 in Krummendeich den Forschungspark Windenergie WiValdi, der zur Erforschung und Optimierung herkömmlicher und experimenteller Windkraftanlagen dienen soll. Der Forschungspark ist 2023 in Betrieb gegangen, er besteht aus drei Windenergieanlagen, mehreren Messmasten und einer Leitwarte. Es wird beispielsweise an intelligenten Rotorblättern geforscht, die sich an den Wind anpassen sollen. Der Bau kostete rund 50 Millionen Euro.

## Persönlichkeiten
- Daniel Gerhard Heisius (eigentlich Heise, 1675–1747), in Krummendeich geborener Pastor von Bremen-Arbergen